# 24838 Abilunon
24838 Abilunon (1995 UJ2) là một tiểu hành tinh vành đai chính được phát hiện ngày 23 tháng 10 năm 1995 bởi M. Tichy ở Klet.